# Surenes d'Armènia
Surenes o Djihr-Veschnasb Suren va ser marzban d'Armènia de l'any 564 al 572, quan va morir.
Pertanyia a la família persa dels Suren, un dels set clans nobles de Pàrtia. El seu parent, el rei sassànida Còsroes I el va nomenar marzban després de Varasdat.
A Armènia el país seguia dividit entre els nacionalistes, dirigits per la família dels Mamiconis, i els favorables a Pèrsia que tenien per cap al príncep Baanes de Siunia. Baanes va obtenir la separació eclesiàstica i política de la Siunia de la resta de la província d'Armènia per no haver d'estar sotmès als Mamiconis, que exercien a través del Catolicós (patriarca) d'Armènia. Es va elegir Phaitakaran com a seu patriarcal i de l'administració, amb el consentiment de Còsroes I.
Amb el suport de Baanes, Surenes va continuar intentant establir el mazdeisme com a religió. L'any 570 o 571 el marzban va fer matar Manuel Mamiconi. Això va ser un greu error doncs tots els nakharark del partit nacionalista es van revoltar. La direcció de la rebel·lió la va assumir son germà Vardanes III Mamiconi i el patriarca Joan II Gabelian. Els rebels es van concentrar a Artàxata a la primavera del 571 o potser al febrer del 572. El poble de Dvin es va revoltar i Surenes i la seva guàrdia van ser massacrats. La guarnició persa va fugir, però els perses van tornar i la van recuperar. Els rebels van demanar ajut a l'Imperi Romà d'Orient i l'emperador Justí II el Jove els el va acordar (572). Vardan va entrar per segona vegada a Dvin, després d'una lluita que va comportar la destrucció parcial de la ciutat.
Còsroes I va enviar a Armènia el general Mirranes Mirabandaces amb el títol de marzban i amb un exèrcit de vint mil homes.